# 코펠리아
코펠리아는 19세기 클래식 발레 걸작중 희극발레를 대표하는 작품이다. 괴짜 과학자 코펠리우스가 만든 인형 코펠리아를 마을 사람들이 실제 살아있는 사람으로 착각하면서 벌어지는 이야기다. 코펠리아를 처음 본 순간 사랑에 빠진 프란츠, 이를 질투하는 약혼녀 스완힐다 사이의 갖가지 에피소드로 이루어진 E. T. A. 호프만의 원작 단편소설(Der Sandmann, Die Puppe)을 샤를르 뉘떼르와 셍-레옹이 각색하고 아르뛰르 셍-레옹이 안무하고 레오 들리브가 음악을 맡아 1870년 5월 25일 파리오페라발레단에 의해 파리오페라극장에서 초연되었다. 프로이센-프랑스 전쟁에 의해 성공은 어려워진 듯 싶었으나, 추후 프랑스 국립음악무용아카데미(오페라 가르니에)가 가장 많이 무대에 올리는 발레 공연이 되었다.
코펠리아는 아르뛰르 쌩-레옹과 파리오페라단 단장 에밀 페렝은 스완힐다 역을 멋지게 소화해 줄 발레리나를 찾고 있었다. 그들은 이탈리아로 여행을 떠나는 들리브에게 스완힐다 역에 알맞은 배우를 찾아 달라고까지 부탁했으나 들리브가 빈손으로 돌아왔던 것이다. 이때 마침 그들은 프랑스 파리로 유학 온 쥬세피나 보차키(당시 16세)를 발견한다. 1870년 5월 25일 쥬세피나 보차키는 나폴레옹 3세가 보는 앞에서 스완힐다 역을 완벽히 소화했으며 그녀의 공연은 몇 주 동안 성공가도를 달렸다. 
그러나 7월에 스페인 왕위계승 문제를 두고 프랑스와 프러시아간의 국제 분쟁이 야기되었고, 프랑스는 7월 19일에 전쟁을 선포했다. 프로이센-프랑스 전쟁으로 인하여 극장은 문을 닫아야 했고, 스완힐다역의 쥬세피나 보차키가 8월 31일에 18번째이자 마지막으로 무대에 오른 지 이틀 후에 아르뛰르 쌩-레옹이 죽었다. 전쟁으로 극장은 급여 지급을 중단한 상태였고, 궁핍해진 쥬세피나 보차키는 영양실조로 앓아 누운 끝에 천연두에 걸려 1870년 11월 23일 17번째 생일에 사망했다.
쌩-레옹과 샤를르 뉘떼르는 이미 1860년에 라 수르스라는 발레로 성공을 거둔 바 있었다. 이 발레를 위해 들리브는 루트비히 민쿠스와 함께 음악을 작곡했다. 뉴욕시티발레단의 창시자이자 수석발레리노 죠지 밸런친이 그의 첫 번째 아내 알렉산드라 대니로바를 위해 라 수르스를 재구성하였고, 쌩-레옹의 공연보다 더 큰 성공을 거두었다.
코펠리아는 사람 크기의 춤추는 인형을 만든 악마적인 발명가 코펠리우스 박사에 대한 이야기이다.

## 줄거리
〔제1막〕갈리시아 국경에 있는 소도시의 광장. 인형을 만드는 코펠리우스의 집 2층에는 언제나 예쁜 아가씨가 걸터앉아 책을 읽는다.
자기의 애인 프란츠가 그 처녀를 사랑한다고 착각하여 질투를 느끼는 스와닐다는 영주가 시에 종을 기증한 기념으로 다음날 아침 결혼을 하면 지참금을 주겠다는 선언을 듣고 결혼하자는 프란츠를 거절한다. 그때 마침 코펠리우스가 집을 나간다. 그리고 그가 떨어뜨린 열쇠를 주운 스와닐다는 친구들과 함께 그 집에 숨어든다. 〔제2막〕코펠리우스의 작업실. 거기서 스와닐다는 처녀로만 여겼던 것이 자동인형인 줄 알고 놀라나, 그때 코펠리우스가 돌아왔기 때문에 미처 도망치지 못한 스와닐다는 그 자동인형인 척한다.
그러나 이윽고 프란츠도 숨어 들어 오게되자 그를 잠들게 하고 실험에 착수한 코펠리우스의 희생이 된다. 하지만 얼마 후 정체가 탄로나 스와닐다와 프란츠는 손을 마주잡고 도망친다. 〔제3막〕제1장은 영주의 저택 앞. 두 사람은 영주 앞에서 결혼하게 되나 코펠리우스가 손해배상을 청구, 결국 그것을 영주가 치러주고 일단락된다. 제2장은 축전의 자리. 당시의 왈츠 이외에 여러 가지 소품 무용이 추어지고, 마지막에 스와닐다와 프란츠의 파 드 되가 된다.